# James Chadwick
James Chadwick (født 20. oktober 1891 i Cheshire, død 24. juli 1974 i Cambridge) var en engelsk fysiker, der opdagede neutronen i 1932, en partikel magen til protonen, men uden elektrisk ladning. Han hjalp med fremstillingen af atombomben i USA, som senere blev udløst over Hiroshima.
Han modtog Nobelprisen i fysik i 1935 for sin opdagelse af neutronen.